# Уравнения Гамильтона
Уравне́ния Гамильто́на (также называемые каноническими уравнениями) в физике и математике — система дифференциальных уравнений:
{\displaystyle {\dot {p}}_{j}=-{\frac {\partial H}{\partial q_{j}}},}
{\displaystyle {\dot {q}}_{j}=~~{\frac {\partial H}{\partial p_{j}}},}
где точкой над  {\displaystyle p} и  {\displaystyle q} обозначена производная по времени. Система состоит из 2N дифференциальных уравнений первого порядка (j = 1, 2, …, N) для динамической системы, описываемой N (обобщёнными) координатами, являющихся уравнениями движения (одной из форм таких уравнений, наравне с уравнениями Лагранжа, являющейся обобщением ньютоновских уравнений движения) системы, где
{\displaystyle H=H(q,p,t)\equiv H(q_{1},q_{2},...,q_{N},p_{1},p_{2},...,p_{N},t)} — так называемая функция Гамильтона, также иногда именуемая гамильтонианом, {\displaystyle t} — время, {\displaystyle q_{i}} — (обобщенные) координаты {\displaystyle (q_{1},q_{2},\dots ,q_{N})} и {\displaystyle p_{i}} — обобщенные импульсы {\displaystyle (p_{1},p_{2},\dots ,p_{N})}, определяющие состояние системы (точку фазового пространства).
Уравнения Гамильтона широко используются в гамильтоновой механике и других областях теоретической физики и математики.

## Ньютоновский физический смысл
Наиболее простая интерпретация этих уравнений заключается в следующем. Гамильтониан {\displaystyle H} представляет в наиболее простых случаях энергию физической системы, которая есть сумма кинетической и потенциальной энергий, традиционно обозначаемых {\displaystyle T} и {\displaystyle V} соответственно:
{\displaystyle H=T+V,~T={\frac {p^{2}}{2m}},~V=V(q)=V(x).}
В частном случае, если  {\displaystyle q=X} — декартовы координаты каждой материальной точки системы, записанные подряд по три (физическое пространство будем подразумевать здесь обычным трёхмерным), то есть
{\displaystyle X_{1}=x_{1},\;X_{2}=y_{1},\;X_{3}=z_{1},\ \ X_{4}=x_{2},\;X_{5}=y_{2},\;X_{6}=z_{2},\;\dots ,}
то канонические уравнения Гамильтона совпадают, учитывая предыдущий абзац, с уравнениями движения Ньютона в виде:
{\displaystyle {\dot {\vec {P}}}=-\nabla V,}
{\displaystyle {\dot {\vec {X}}}={\vec {p}}/m,}
где {\displaystyle {\vec {X}}=(X_{1},X_{2},\dots ,X_{N})}, причём каждое подпространство даёт радиус-вектор соответствующей материальной точки:
{\displaystyle {\vec {r}}_{1}=(X_{1},X_{2},X_{3}),\ {\vec {r}}_{2}=(X_{4},X_{5},X_{6}),\;\dots ,}
а обобщённые импульсы — соответствующие компоненты трёхмерных импульсов этой точки:
{\displaystyle {\vec {p}}_{1}=(P_{1},P_{2},P_{3}),\ {\vec {p}}_{2}=(P_{4},P_{5},P_{6}),\;\dots }

## Фундаментальная интерпретация
Функция Гамильтона по сути представляет собой локальный закон дисперсии, выражающий квантовую частоту (частоту колебаний волновой функции) {\displaystyle \omega } через волновой вектор {\displaystyle \mathbf {k} } для каждой точки пространства:
{\displaystyle \omega =H(\mathbf {k} ,\mathbf {x} ).}
В классическом приближении (при больших частотах и модуле волнового вектора и сравнительно медленной зависимости от {\displaystyle \mathbf {x} }) этот закон достаточно очевидно описывает движение волнового пакета через канонические уравнения Гамильтона, одни из которых ({\displaystyle {\dot {q}}_{i}=\partial H/\partial p_{i}}) интерпретируются как формула групповой скорости, полученная из закона дисперсии, а другие ({\displaystyle {\dot {p}}_{i}=-\partial H/\partial q_{i}}) вполне естественно — как изменение (в частности — поворот) волнового вектора при распространении волны в неоднородной среде определённого типа.

## Вывод уравнений Гамильтона

### Вывод из принципа стационарного действия
Из принципа наименьшего (стационарного) действия уравнения Гамильтона непосредственно получаются варьированием действия
{\displaystyle S=\int \limits _{t_{1}}^{t_{2}}{\bigg (}\sum _{i}p_{i}{\dot {q}}_{i}-H(q,p,t){\bigg )}dt}
независимо по {\displaystyle q} и по {\displaystyle p}.

### Вывод из лагранжевой механики
Мы можем вывести уравнения Гамильтона, используя информацию об изменении лагранжиана при изменении времени, координат и импульсов частиц.
{\displaystyle \mathrm {d} L=\sum _{i}\left({\frac {\partial L}{\partial q_{i}}}\mathrm {d} q_{i}+{\frac {\partial L}{\partial {{\dot {q}}_{i}}}}\mathrm {d} {{\dot {q}}_{i}}\right)+{\frac {\partial L}{\partial t}}\mathrm {d} t}
обобщённые импульсы определяются как {\displaystyle p_{i}={\frac {\partial L}{\partial {{\dot {q}}_{i}}}}}, и уравнения Лагранжа гласят:
{\displaystyle {\frac {\mathrm {d} }{\mathrm {d} t}}{\frac {\partial L}{\partial {{\dot {q}}_{i}}}}-{\frac {\partial L}{\partial q_{i}}}=F_{i},}
где {\displaystyle F_{i}} — непотенциальная обобщённая сила. Последнее выражение преобразуется к виду
{\displaystyle {\frac {\partial L}{\partial q_{i}}}={\dot {p}}_{i}-F_{i},}
и результат подставляется в вариацию лагранжиана
{\displaystyle \mathrm {d} L=\sum _{i}\left[\left({\dot {p}}_{i}-F_{i}\right)\mathrm {d} q_{i}+p_{i}\mathrm {d} {{\dot {q}}_{i}}\right]+{\frac {\partial L}{\partial t}}\mathrm {d} t.}
Можно записать:
{\displaystyle \mathrm {d} L=\sum _{i}\left[\left({\dot {p}}_{i}-F_{i}\right)\mathrm {d} q_{i}+\mathrm {d} \left(p_{i}{{\dot {q}}_{i}}\right)-{{\dot {q}}_{i}}\mathrm {d} p_{i}\right]+{\frac {\partial L}{\partial t}}\mathrm {d} t}
и преобразуется к форме:
{\displaystyle \mathrm {d} \left(\sum _{i}p_{i}{{\dot {q}}_{i}}-L\right)=\sum _{i}\left[\left(F_{i}-{\dot {p}}_{i}\right)\mathrm {d} q_{i}+{{\dot {q}}_{i}}\mathrm {d} p_{i}\right]-{\frac {\partial L}{\partial t}}\mathrm {d} t.}
Множитель в левой части просто гамильтониан, который был определён раньше. Таким образом:
{\displaystyle \mathrm {d} H=\sum _{i}\left[\left(F_{i}-{\dot {p}}_{i}\right)\mathrm {d} q_{i}+{{\dot {q}}_{i}}\mathrm {d} p_{i}\right]-{\frac {\partial L}{\partial t}}\mathrm {d} t=\sum _{i}\left[{\frac {\partial H}{\partial q_{i}}}\mathrm {d} q_{i}+{\frac {\partial H}{\partial p_{i}}}\mathrm {d} p_{i}\right]+{\frac {\partial H}{\partial t}}\mathrm {d} t,}
где второе равенство выполняется в силу определения частной производной.

## Обобщение посредствомскобок Пуассона
Уравнения могут быть записаны в более общем виде, если использовать алгебру Пуассона над образующими {\displaystyle p} и {\displaystyle q}. В этом случае более общая форма уравнений Гамильтона гласит:
{\displaystyle {\frac {dA}{dt}}=\{A,H\}+{\frac {\partial A}{\partial t}},}
где {\displaystyle A}, называемая классической наблюдаемой, — это некоторая функция переменных {\displaystyle p}, {\displaystyle q} и {\displaystyle t}, и {\displaystyle H} — гамильтониан системы. Со скобками Пуассона можно работать без обращения к дифференциальным уравнениям, поскольку скобки Пуассона полностью аналогичны скобкам Ли в алгебре Пуассона.
Этот алгебраический подход позволяет использовать распределение вероятностей для {\displaystyle q} и {\displaystyle p}, он также позволяет найти сохраняющиеся величины (интегралы движения).
Уравнения Гамильтона являются одними из основных уравнений классической механики. В квантовой механике аналогом приведенного уравнения Гамильтона является уравнение Гейзенберга.